# Сан-Бенедетто-деи-Марси
Сан-Бенедетто-деи-Марси (итал. San Benedetto dei Marsi) — коммуна в Италии, расположена в регионе Абруццо, подчиняется административному центру Л’Акуила.
Население составляет 4091 человек (на 2005 г.), плотность населения составляет 162,02 чел./км². Занимает площадь 25,25 км². Почтовый индекс — 67058. Телефонный код — 0863.
Покровителем коммуны почитается святой Бенедикт Нурсийский. Праздник ежегодно празднуется 1 июня.